# Destiny Dixon
Destiny Dixon (Cincinnati, Ohio; 3 de diciembre de 1984) es una actriz pornográfica y modelo erótica estadounidense.

## Biografía
Dixon nació en la ciudad de Cincinnati, en el estado de Ohio, en diciembre de 1984, en el seno de una familia con ascendencia alemana e italiana. Su primer trabajo fue a los 14 años como camarera en un restaurante de la cadena Dairy Queen.
Comenzó a trabajar como chica web cam a los 21 años, y en diciembre de 2009 lanzó su propio sitio web.
Continuó como chica web cam y modelo erótica durante tres años, entrando en la industria pornográfica en 2012, a los 28 años de edad. Sus primeras películas se destacaron por sus escenas en exclusiva de temática lésbica. Comenzó a grabar escenas con chicos en 2013.
Como actriz ha trabajado para productoras como Evil Angel, Girlfriends Films, New Sensations, Jules Jordan Video, Fantasy Massage, Wicked Pictures, Reality Junkies, Digital Playground, Hustler, Naughty America, Brazzers o Penthouse.
En 2014 recibió dos nominaciones en los Premios XBIZ en las categorías de Artista lésbica del año y Mejor escena en película lésbica por Neighbor Affair 17, nominada junto a Brett Rossi.
En 2016 fue nominada en los Premios AVN en la categoría de Mejor escena de sexo lésbico en grupo por Me and My Girlfriend 10 junto a Cherie DeVille y Abigail Mac.
Ha rodado más de 210 películas como actriz.
Algunas películas de su filmografía fueron Bangable, Behind Their Back, Black Owned 6, Bra Busters 6, Girls of Summer, Sinners Ball, Sport Fucking, Tease Me POV, Tits Galore o Tongue in Cheek 3.

## Premios y nominaciones
| Año  | Ceremonia    | Resultado | Premio                                   | Trabajo                 |
| ---- | ------------ | --------- | ---------------------------------------- | ----------------------- |
| 2013 | Sex Awards   | Nominada  | Porn's Best Body                         | —                       |
| 2014 | Premios XBIZ | Nominada  | Artista lésbica del año                  | —                       |
| 2014 | Premios XBIZ | Nominada  | Mejor escena de sexo en película lésbica | Neighbor Affair 17      |
| 2016 | Premios AVN  | Nominada  | Mejor escena de sexo lésbico en grupo    | Me and My Girlfriend 10 |